# Prêt-à-porter

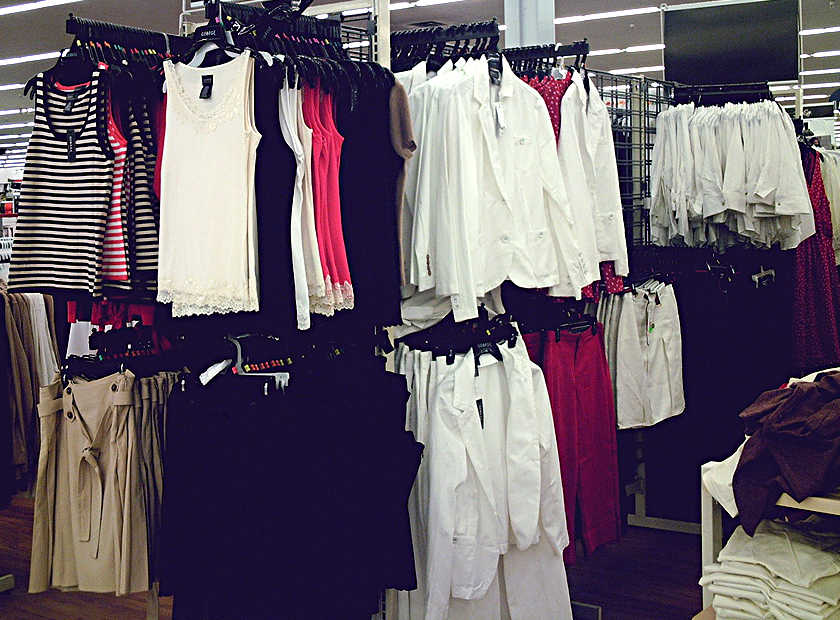
Prêt-à-porter ruhadarabok egy áruházban

A prêt-à-porter (franciául: „kész viselet”) megnevezést az olyan, egy divatház tervezői által a tömegek számára készített, elérhető árú, hétköznapi divatot képviselő kollekciókra és darabokra alkalmazzuk, melyeket egyaránt viselhetnek változatos méretekkel és igényekkel rendelkező nők és férfiak. Ez a kifutós modellekre tervezett, kézzel készített, költséges haute couture szöges ellentéte.

## Jellemzői
A prêt-à-porter ruhákat tömeggyártással állítják elő, különböző konfekció méretekben. Főbb szempontjaik – az aktuális divat és a márka egyedi jegyeinek bemutatása mellett – a hordhatóság, a kényelmes fazonok és a felhasznált anyagok egyszerű kezelhetősége. Ezek a széles vevőkört megcélzó ruhadarabok valódi bevételt hoznak a divatházaknak, ellentétben az egyetlen bemutatóra varrt haute couture összeállításokkal, amelyeket szinte sosem sikerül eladni.
A nagyobb divatházak évente kétszer, a főszezonok alatti divathéten mutatják be prêt-à-porter kollekcióikat. A kész viselet divathete az haute couture bemutatóktól külön, valamivel korábban kerül megrendezésre a leghíresebb divateseményeknek helyet adó városokban, mint Párizs, New York, London, Milánó, Los Angeles és Tokió. Már év elején bemutatják az aktuális őszi/téli darabokat, majd a második szezonban a következő esztendő tavaszi/nyári kollekcióját ismertetik.